# 대한민국 형사소송법 제319조
대한민국 형사소송법 제319조는 관할위반의 판결에 대한 형사소송법의 조문이다.

## 조문
제319조(관할위반의 판결)피고사건이 법원의 관할에 속하지 아니한 때에는 판결로써 관할위반의 선고를 하여야 한다.  <개정 2007.12.21.>

第319條(管轄違反의 判決)被告事件이 法院의 管轄에 屬하지 아니한 때에는 判決로써 管轄違反의 宣告를 하여야 한다.  <개정 2007.12.21.>

## 참고 조문
제2조(관할위반과 소송행위의 효력) 소송행위는 관할위반인 경우에도 그 효력에 영향이 없다.

## 참고 문헌
- 손동권 신이철, 새로운 형사소송법(초판, 2013), 세창, 2013. ISBN 9788984114081